# Рива (музичка група)
Рива је хрватска група из Задра, позната је по томе што је неочекивано победила на Југословенском избору за песму Евровизије 1989. и постала представник СФРЈ. 
Изненађујуће, добили су 137 поена, и тиме су осигурали победу, и прву победу СФРЈ на овом такмичењу. Тако је Југославија постала једина комунистичка земља која је икада учествовала на Евросонгу, као и једина комунистичка земља која је икада победила.
Главна певачица Емилија Кокић је касније напустила групу и почела соло каријеру.

## Фестивали
Загреб:
- Задња суза, '88

Југословенски избор за Евросонг:
- Rock Me, Нови Сад '89, победничка песма

Евросонг:
- Rock Me, победничка песма, '89

Цавтат фест:
- Сретан ти пут, '90

Сплит:
- Kiss me, '90

Макфест, Штип:
- Илузија, '90